# なんだ!? このマンガは!?
『なんだ!? このマンガは!?』は、2010年11月19日に彩図社から出版された書籍。テキストサイト「BLACK徒然草」のマンガレビューを単行本化。イラストは、漫☆画太郎。

## 内容

### 第1章 なんだ!? このテーマは!?
- 孤独のグルメ
- ビジネス太閤記 ごくらく王
- マタギ列伝
- ブラボー!ぼくのファミコン
- 水道工事店物語
- ムツゴロウが征く
- 超愛の人
- 散歩もの

### 第2章 なんだ!? このアツさは!?
- 超劇画 聖徳太子
- レース鳩0777
- 超護流符伝ハルカ
- コンバット弾
- 地上最強の男 竜
- スーパーくいしん坊
- あばれ!隼

### 第3章 なんだ!? この設定は!?
- いけない!ルナ先生
- 5001年ヤクザウォーズ
- ぶかつどう
- 飛べ ファッキンバード
- ケンペーくん
- 愛星団徒
- アカテン教師梨本小鉄
- Oh!透明人間

### 第4章 なんだ!? この少年たちは!?
- 釣りバカ大将
- グルマンくん
- 激メカライダー陽太
- ぼくたちBOYSLIFE
- 超香少年サトル
- とどろけ! 一番
- 藤子不二雄物語 ハムサラダくん

## 単行本
- 『なんだ!? このマンガは!?』（彩図社、2010年11月19日）ISBN 978-4-88392-769-2